# Les Deux Magots
Les Deux Magots es un Café del barrio de Saint-Germain-des-Prés situado en el VI Distrito de París.

## Origen del nombre

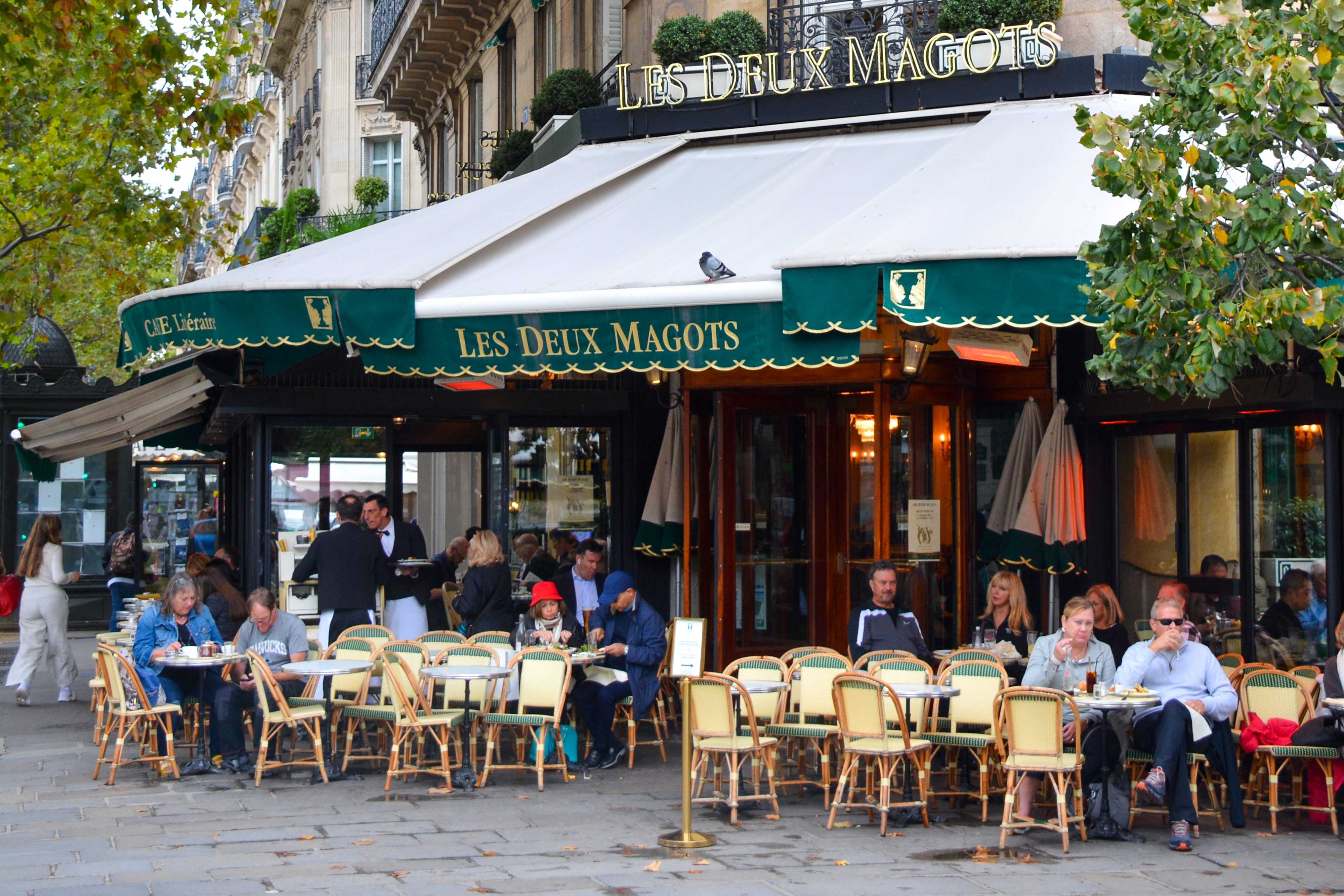
Les Deux Magots.

El nombre del Café Les Deux Magots (en referencia a las dos figuras, dos personajes chinos, que se pueden contemplar en el interior) tiene como origen el nombre de una tienda de novedades que ocupaba en otro tiempo el mismo lugar y de donde proceden igualmente esos dos míticos "Magots". Se encuentra en la plaza Saint-Germain-des-Prés, número 6.

## Historia
Alrededor de 1885, la tienda de novedades dejó su lugar a un café de licores, con el mismo nombre. Paul Verlaine, Rimbaud y Stéphane Mallarmé, entre otros, adoptaron la costumbre de encontrarse allí. Les Deux Magots ha desempeñado siempre un importante papel en la vida cultural parisina.
En 1933, la creación del Premio Deux Magots marca su vocación literaria. Frecuentado por numerosos artistas ilustres, tales como Elsa Triolet, André Gide, Jean Giraudoux, Picasso, Artaud, Fernand Léger, Jacques Prévert, Hemingway, Sartre, Simone de Beauvoir, Bob Welch, Ernesto Sabato, Jim Morrison, acoge a los surrealistas bajo la égida de André Breton, con anterioridad a los existencialistas. Hoy el mundo de las artes y de la literatura se codea con el de la moda y el de la política.

### Cultura popular
Es mencionado por Luis Eduardo Aute en su canción l'amour avec toi